# سرزمین خانه‌به‌دوش‌ها
سرزمین خانه‌به‌دوش‌ها یا سرزمین آواره‌ها (انگلیسی: Nomadland) یک فیلم درام آمریکایی به کارگردانی، نویسندگی و تهیه‌کنندگی کلویی ژائو و با ایفای نقش فرانسیس مک‌دورمند است. این فیلم برندهٔ جایزه شیر طلایی جشنواره فیلم ونیز شد. این فیلم در جوایز گلدن گلوب سال ۲۰۲۱ در چهار رشته بهترین فیلم درام، بهترین کارگردانی، بهترین فیلمنامه و بهترین بازیگر نقش اول زن نامزد شد که از این بین توانست دو جایزه بهترین فیلم درام و بهترین کارگردانی را ببرد. سرزمین خانه‌به‌دوش‌ها همچین برنده جایزه بهترین فیلم بفتا و بهترین بازیگر نقش اول زن بفتا برای فرانسیس مک دورمند شد. این فیلم در نود و سومین دوره از جوایز اسکار در شش بخش نامزد شد که در نهایت توانست جایزه اسکار بهترین فیلم، بهترین کارگردانی و بهترین بازیگر نقش اول زن را از آن خود کند.
این فیلم تحسین منتقدان را همراه با تحسین جهانی برای کارگردانی، فیلمنامه، تدوین، فیلمبرداری و بازیگری آن به ویژه مک‌دورماند به همراه داشت و به سومین رتبه برتر سال ۲۰۲۰ در متاکریتیک تبدیل شد.

## داستان
در سال ۲۰۱۱، فرن پس از تعطیلی کارخانه یواس‌جی آمریکا در امپایر، نوادا، شغل خود را از دست می‌دهد. او سال‌ها به‌همراه شوهرش که اخیراً فوت کرده در آنجا کار می‌کردند. فرن بیشتر وسایل خود را می‌فروشد و ونی را خریداری می‌کند تا در آن زندگی کند و در جستجوی کار به جاهای مختلف کشور سفر می‌کند. او به‌عنوان کارگر فصلی در یکی از شعب بسته‌بندی آمازون در فصل زمستان مشغول به‌کار می‌شود.
لیندا، دوست و همکار فرن از او دعوت می‌کند تا از یک گردهمایی بیابانی در آریزونا که در واقع یک سیستم پشتیبانی و اجتماعی برای بی‌خانمان‌های دیگر بوده و توسط باب ولز ترتیب داده شده‌است، دیدن کند، فرن در ابتدا نمی‌پذیرد اما با سرد شدن هوا نظر خود را تغییر می‌دهد و برای یافتن کار در این منطقه تلاش می‌کند. در آن‌جا، فرن با افراد بی‌خانمان دیگر ملاقات می‌کند و مهارت‌های اولیهٔ زنده‌ماندن و خودکفایی در جاده را می‌آموزد.
هنگامی‌که لاستیک ون فرن پنچر می‌شود، وی از یکی از بی‌خانمان دیگر به‌نام سوانکی می‌خواهد تا با ونش برای خرید یدکی به شهر بروند. سوانکی، که پرچم دزدان دریایی را بر روی ون خود نصب کرده تا کسی مزاحمش نشود باشد، فرن را به‌دلیل آماده نبودنش سرزنش می‌کند و از او می‌خواهد تا مهارت‌های بیشتری برای زنده ماندن در جاده‌ها را بیاموزد و این‌گونه آن‌ها تبدیل به دوستان خوبی می‌شوند. سوانکی به فرن در مورد تشخیص سرطان و کوتاه شدن طول عمرش و برنامه‌های خود برای رقم زدن خاطرات خوب در جاده به‌جای دور ریختن باقی عمرش در بیمارستان می‌گوید. آن‌ها سرانجام از هم جدا می‌شوند.
فرن بعداً در اردوگاهی در پارک ملی بدلندز به‌عنوان میزبان اردوگاه مشغول به کار می‌شود، جایی که با دیو، بی‌خانمان دیگری که در گردهمایی بیابانی ملاقات کرده بود، برخورد می‌خورد. او به‌طور موقت در پارک ملی بادلندز مشغول به‌کار بود، اما وقتی مبتلا به دیورتیکولیت می‌شود، فرن وی را در بیمارستانی که در آن عمل جراحی اورژانسی انجام داده‌است، ملاقات می‌کند. آن‌ها بعداً در رستورانی در وال دراگ در داکوتای جنوبی مشغول به‌کار می‌شوند. یک شب پسر دیو به‌دنبال او به رستوران می‌رود و به او می‌گوید که همسرش باردار است و از او می‌خواهد تا نوه اش را ببیند. او در ابتدا مردد است، اما فرن او را ترغیب می‌کند که برود. دیو به او پیشنهاد می‌کند تا همراهش بیاید، اما او قبول نمی‌کند.
فرن مشغول به‌کار جدید در کارخانه فرآوری چغندرقند می‌شود، اما ونش خراب شده و او نمی‌تواند هزینه تعمیراتش را پرداخت کند. او که قادر به گرفتن وام نیست، به دیدن خانوادهٔ خواهرش در کالیفرنیا می‌رود. خواهرش به او پول قرض می‌دهد. او از فرن می‌پرسد که چرا هرگز در زندگی آن‌ها حضور نداشته و چرا فرن پس از مرگ شوهرش در امپایر ماند، اما او به فرن می‌گوید که تا این اندازه مستقل بودن شجاعت زیادی می‌خواهد. فرن بعداً از دیو و خانوادهٔ پسرش دیدن می‌کند و متوجه می‌شود که دیو تصمیم گرفته که برای مدت طولانی با آن‌ها بماند. او احساساتش را نسبت به او بروز می‌دهد و او را دعوت می‌کند تا برای همیشه در مهمان‌خانه با او بماند، اما او تصمیم می‌گیرد تنها پس از چند روز، به سمت اقیانوس حرکت کند.
فرن به شغل فصلی خود در آمازون بازمی‌گردد و بعداً دوباره از پاتوق آریزونا را دیدن می‌کند. در آن‌جا او متوجه می‌شود که سوانکی مرده‌است. فرن در مورد رابطه عاشقانهٔ خود و شوهر فقیدش با باب صحبت می‌کند و او نیز داستان خودکشی پسرش را با او به اشتراک می‌گذارد. باب بر این عقیده است که خداحافظی در جامعه بی‌خانمان‌ها به‌معنای پایان نیست زیرا اعضای آن همیشه قول می‌دهند که یکدیگر را دوباره «در آینده» ببینند.
مدتی بعد، فرن به شهر تقریباً متروکهٔ امپایر برمی‌گردد تا وسایلی که در یک انبار نگهداری می‌کرده را جم‌وجور کند. او قبل از بازگشت دوباره به جاده، از کارخانه و خانه‌ای که با شوهرش در آن زندگی می‌کردند دیدن می‌کند.

## بازیگران
- فرانسیس مک دورمند در نقش فرن
- دیوید استراتایرن در نقش دیو
- باب ولز در نقش باب
- پیتر اسپیرز در نقش پیتر
- درک اندرس در نقش درک
- لیندا می در نقش لیندا
- شارلین سوانکی در نقش سوانکی
- الی استرایتایرن در نقش جیمز
- گی دی‌فارست در نقش گی
- پاتریشیا گریر در نقش پتی
- آنجلا ریس در نقش آنجلا
- کارل آر. هیوز در نقش کارل
- داگلاس جی سول در نقش داگ
- رایان آکوئینو در نقش رایان
- ترزا بوکان در نقش ترزا
- کاری لین مک درموت وایلدر در نقش کاری
- برندی وایلدر به عنوان براندی
- آنت وب در نقش آنت
- راشل بانون در نقش راشل
- برایس بیدسورث در نقش برایس
- فارست بولت در نقش فارست
- سون کارلسون در نقش سون
- دونی میلر در نقش دانی
- خلیج روکسان در نقش روکسی
- مت اسفائلوس در نقش نودل
- رونالد او. زیمرمن در نقش رون
- پیج دین به عنوان پیج
- پل وینر در نقش پل
- دریک جنیس در نقش ویکتور
- گرگ باربر در نقش گرگ
- کارول آن هاج در نقش کارول
- متیو استینسون در نقش پرستار مت
- تری فیلیپ در نقش تری
- بردفورد لی ریزا در نقش برد
- گربه کلیفورد در نقش گربه
- جیمز آر تیلور، جونیور در نقش جیمز
- جرمی گرینمن در نقش جرمی
- کن گرینمن در نقش کن
- ملیسا اسمیت در نقش دالی
- وارن کیت در نقش جورج
- جف اندروز در نقش جف
- پل کانینگام در نقش پل
- امیلی جید فولی در نقش امیلی
- مایک سلز در نقش مایک
- شریل دیویس در نقش چری

نکته جالب دربارهٔ بازیگران فیلم اینکه اغلب آنها نابازیگر و کوچ نشین هستند و تعامل مک دورمند با آنان در طول فیلم کاملاً به صورت بداهه انجام شده‌است.

## ساخت

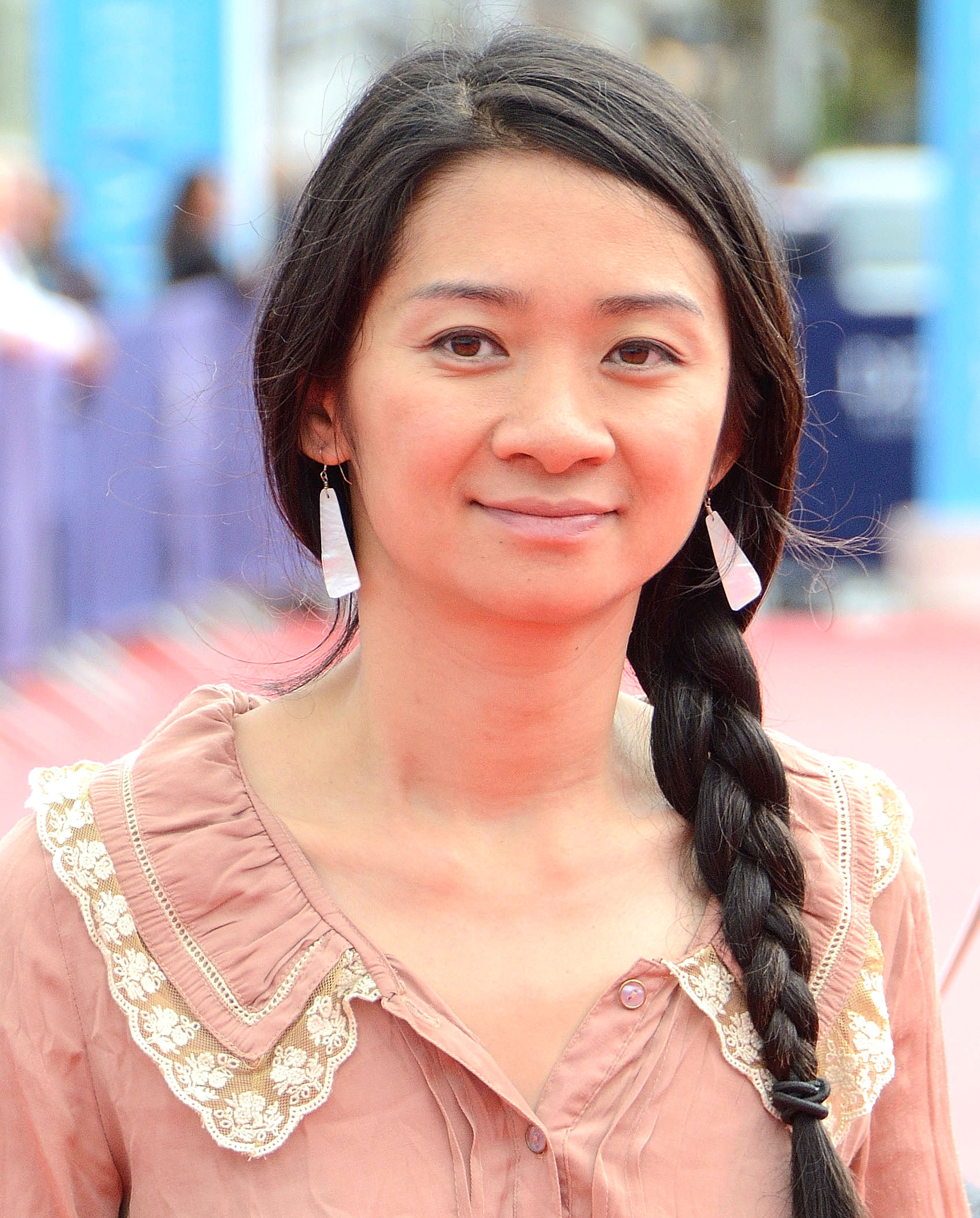
کارگردان کلویی ژائو

فرانسیس مک دورمند و پیتر اسپیرز حق فیلم این کتاب را در سال ۲۰۱۷ بدست آوردند. مک دورمند پس از دیدن فیلم سوارکار از کلوئه ژائو در جشنواره بین‌المللی فیلم تورنتو ۲۰۱۷، او را برای ساخت فیلم انتخاب کرد. او و اسپیرز در سی و سومین دوره جایزه ایندیپندنت اسپریت در مارس ۲۰۱۸ با ژائو ملاقات کردند و ژائو موافقت خود برای نوشتن و ساخت فیلم را به آنها اعلام کرد.
فیلمبرداری در پاییز ۲۰۱۸ و طی چهار ماه انجام شد، و ژائو، زمان خود را میان این فیلم و پیش تولید فیلم جاودانگان (۲۰۲۱) تقسیم کرد. مک دورمند، ژائو و سایر همکاران در طول تولید در ون زندگی می‌کردند. دیوید استراتیرن و خانه به دوش‌های واقعی یعنی لیندا می، سوانکی و باب ولز نیز در فیلم بازی می‌کنند. بسیاری دیگر از خانه به دوش‌ها واقعی دیگر نیز در طول فیلم ظاهر می‌شوند. مک دورمند، اسپیرز، مولی اشر، دن جانوی و ژائو تهیه‌کنندگی این فیلم را بر عهده داشتند.

## بازخورد

### فروش
سرزمین خانه‌به‌دوش‌ها از ۳۱ مارس ۲۰۲۱ در ایالات متحده و کانادا ۲٫۲ میلیون دلار و در دیگر کشوها ۳ میلیون دلار درآمد کسب کرده‌است که در کل ۵٫۹ میلیون دلار می‌شود.

### واکنش منتقدان
در تارنمای گردآوری آرای راتن تومیتوز، ۹۴٪ از ۳۸۸ نقد منتقدان مثبت بوده و میانگین امتیاز فیلم ۸٫۸ از ۱۰ است. در اجماع فیلم آمده «سرزمین خانه به دوش‌ها برداشتی شاعرانه از جهانی فراموش شده و لگدکوب شده در پی رکود بزرگ، به دست می‌دهد». امتیاز فیلم در تارنمای متاکریتیک بر اساس گردآوری ۵۰ نقد، ۹۳ درصد است، و در اجماع آن فیلم «تحسین جهانی» را برانگیخته است.
دیوید رونی، نویسنده هالیوود ریپورتر، فیلم را «پژوهش انسان‌شناسانه نیرومندی» خواند و افزود، «مانند کار قبلی ژائو، سرزمین خانه به دوش‌ها فیلمی بدون انگاره‌های قبلی است، و پیچ و خم‌های به جای آن و برداشت‌های آرام غیرروایی آن در مقابل داستان‌پردازی همیشگی قرار می‌گیرد. با این حال تأثیر فزاینده چشم‌اندازهای آرام و به ظاهر بی‌ارزش و لحظه‌های اندیشیدن فردی، سیمایی یکتا از وجود بیرون می‌دهد». ای.او. اسکات نویسنده نیویورک تایمز هم برداشتی مثبت از فیلم داشت و نوشت «فیلم مانند کشف یک کشور نو است، کشوری که شاید شما بیش از یک بار از آن دیدن نکنید.» اریک کان از ایندی وایر به فیلم نمره «a» داد و نوشت «ژائو با استفاده از چهرهٔ مک‌دورمند و جهان پیرامون آن دست به کار سحرآمیزی می‌زند و بر اندیشه رهایی جامعه در غبار می‌پردازد».
بر پایه داده‌های متاکریتیک، این فیلم در سال ۲۰۲۰ بیش از هر فیلم دیگری در بهترین فیلم سال منتقدان قرار گرفته‌است.

### واکنش در چین
سربلندی فیلم در در گلدن گلوب و اسکار در رسانه‌های اجتماعی چین مورد ستایش قرار گرفت.
جلوی پخش فیلم و همچنین پخش مراسم اسکار در چین به خاطر گفته‌های پیشین ژائو با ماهنامه فیلم‌سازی در سال ۲۰۱۳، که او چین را کشوری خوانده بوده که دروغ همه جای آن وجود دارد، گرفته شد. و آژانس خبری زینهووا چین و پیپل دیلی که هر دو رسانه دولتی چین هستند، هیچ گزارش یا خبری در مورد این مراسم یا پیروزی فیلم ندادند.